# Master KG
Master KG é um músico e produtor musical sul-africano. Ele também é conhecido como o pioneiro da dança "Bolobedu". Em 2020, sua música "Jerusalema", com Nomcebo Zikode, se tornou viral online, obtendo sucesso mundialmente. Seu álbum Skeleton Move foi aclamado, incluindo um Prêmio AFRIMMA de Melhor Artista Grupo na categoria Electro Africano.